# LEDA 24369
LEDA 24369(4C +29.30)는 게자리 방향으로 약 8억 5,000만 광년 떨어진 세이퍼트 은하이다